# ای‌ای فیلمز
ای‌ای فیلمز (انگلیسی: AA Films) یک شرکت توزیع فیلم هندی است که مالک آن آنیل تادانی می‌باشد. بیشتر فعالیت این کمپانی بر روی توزیع فیلم‌های هندی و فیلم‌های دوبله شده-زبان هندی در در شمال هند قرار دارد.

## سابقه
ای‌ای فیلمز در سال ۱۹۹۳ توسط آنیل تادانی تأسیس گردید. این شرکت به‌طور مستقل فیلم‌ها را در هند توزیع می‌کند. ای‌ای فیلمز وارد یک سرمایه‌گذاری مشترک با شرکت چینیستان فیلم، در تأسیس شرکت جی‌وی (JV) که تحت عنوان «توزیع کنندگان ای‌ای چینیستان» (Cineestan AA Distributors) نامیده شده، گردید. در شرکت جی‌وی، آنیل تادانی مدیر عامل اجرایی و روهیت کتار (Rohit Khattar) رئیس شرکت است.